# Albert Boßlet

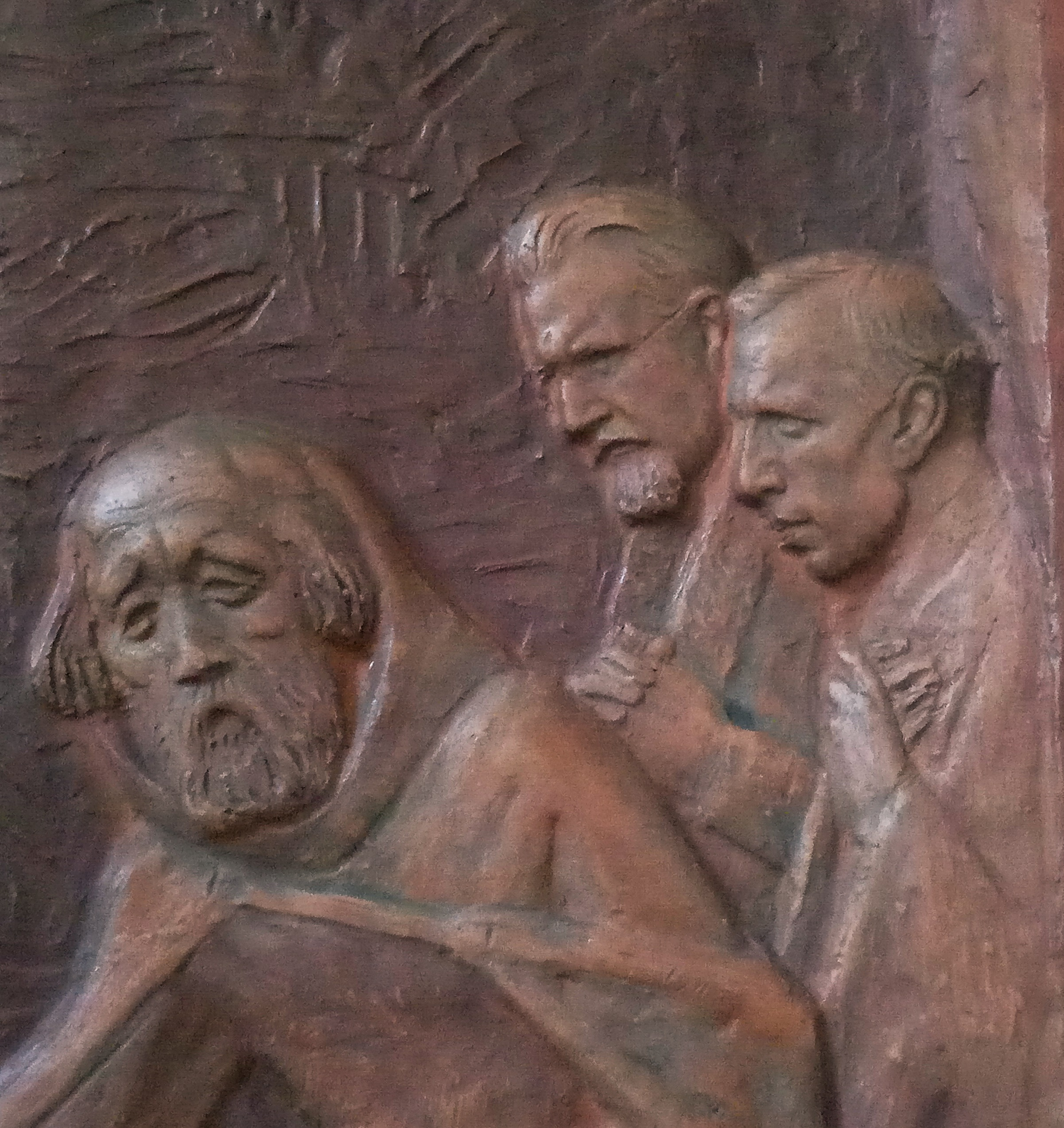
Kreuzwegstation (Ausschnitt) in der St.-Laurentius-Kirche in Schifferstadt, geschaffen von August Weckbecker: in der Bildmitte Albert Boßlet und rechts Weckbecker als Zeugen der Grablegung Christi

Albert Boßlet (* 23. Januar 1880 in Frankenthal (Pfalz); † 28. Oktober 1957 in Würzburg) war ein deutscher Architekt. Stilistisch gilt er als Vertreter der sogenannten Heimatschutzarchitektur, trat vor allem auf dem Gebiet des katholischen Kirchenbaus hervor und schuf allein bis zum Zweiten Weltkrieg annähernd 100 katholische Kirchen.

## Leben

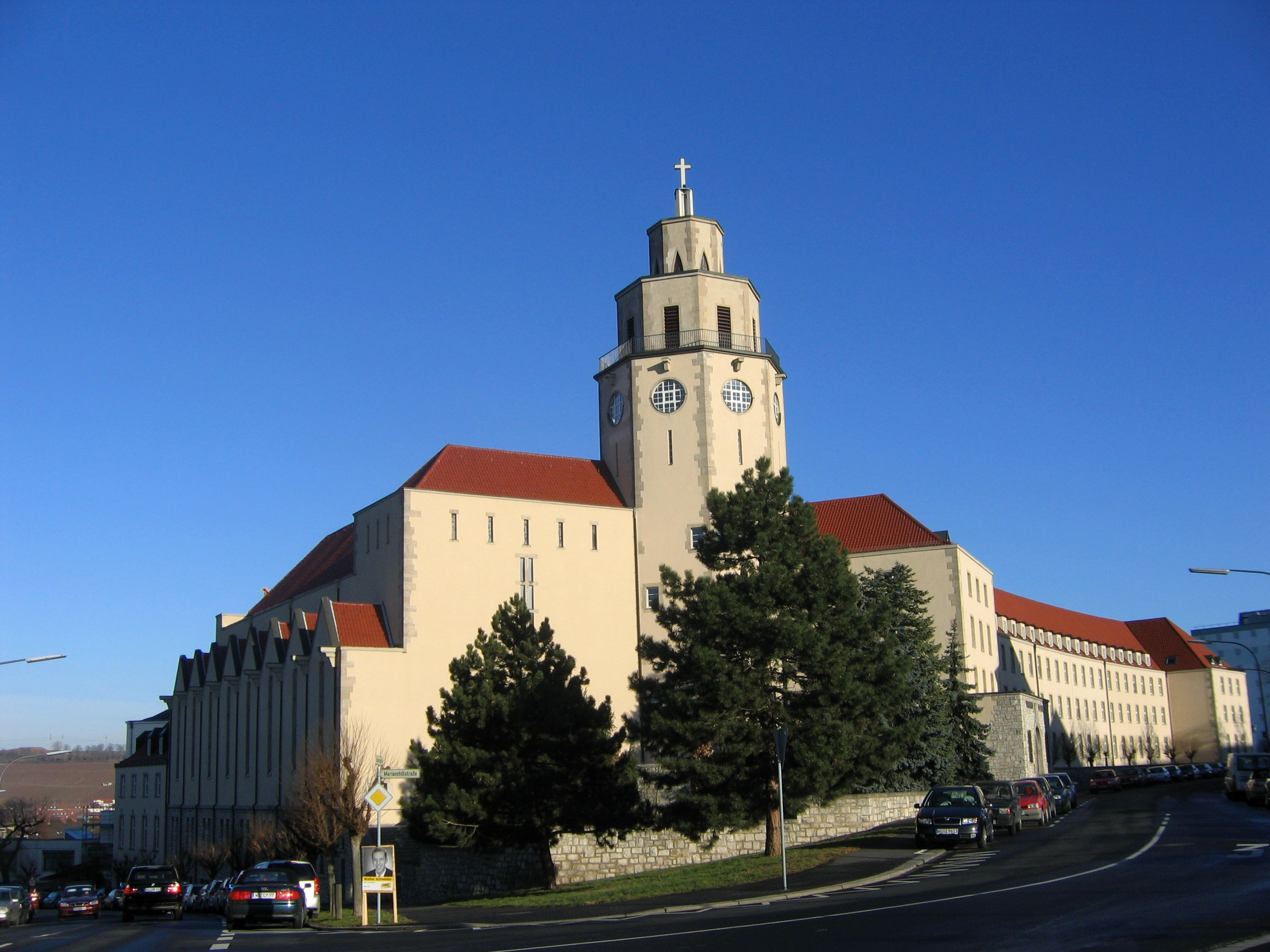
Herz-Jesu-Kirche und Mariannhiller Pius-Seminar in Würzburg

Boßlet erhielt seine Ausbildung 1901–1903 am privaten Technikum Strelitz. Nach verschiedenen Stationen als Mitarbeiter in namhaften Architekturbüros in Köln, Saarbrücken und Stuttgart ließ er sich 1909 in Landau in der Pfalz als selbstständiger Architekt nieder. Nach dem Ersten Weltkrieg wurde Boßlet 1919 zum Professor ernannt und arbeitete von 1919 bis 1925 als Referent für Wohnungsbau im bayerischen Innenministerium in München, zuletzt im Rang eines Landesbaurats. Im Rahmen dieser Tätigkeit machte er sich Anfang der 1920er Jahre beim Wiederaufbau des durch die Explosion des Oppauer Stickstoffwerkes der BASF zerstörten Ortes Oppau einen Namen. Ab 1925 übte er seinen Beruf wieder in selbstständiger Tätigkeit aus, zunächst in München und seit ca. 1928 in Würzburg. Nach Kriegsende gründete er 1945 zusammen mit seinem Neffen Erwin van Aaken eine Arbeitsgemeinschaft, die bis zu seinem Tod bestand.
Nach der Zerstörung Würzburgs leitete Boßlet den Wiederaufbau von Gebäuden des Juliusspitals, so des Schwesternhauses an der Koellikerstraße, des Laborgebäudes und des östlichen Teils des sogenannten Fürstenbaus. 1951 übernahm diese Aufgaben der Architekt Ignaz Schmitt (1902–1999).

## Auszeichnungen
1926 wurde Boßlet Ehrenmitglied der Katholischen Deutschen Studentenverbindung Trifels zu München im CV, der auch Erwin van Aaken angehörte. Vor 1939 wurde Albert Boßlet durch Papst Pius XI. das Komturkreuz des Gregoriusordens verliehen.

## Bauten (Auswahl)

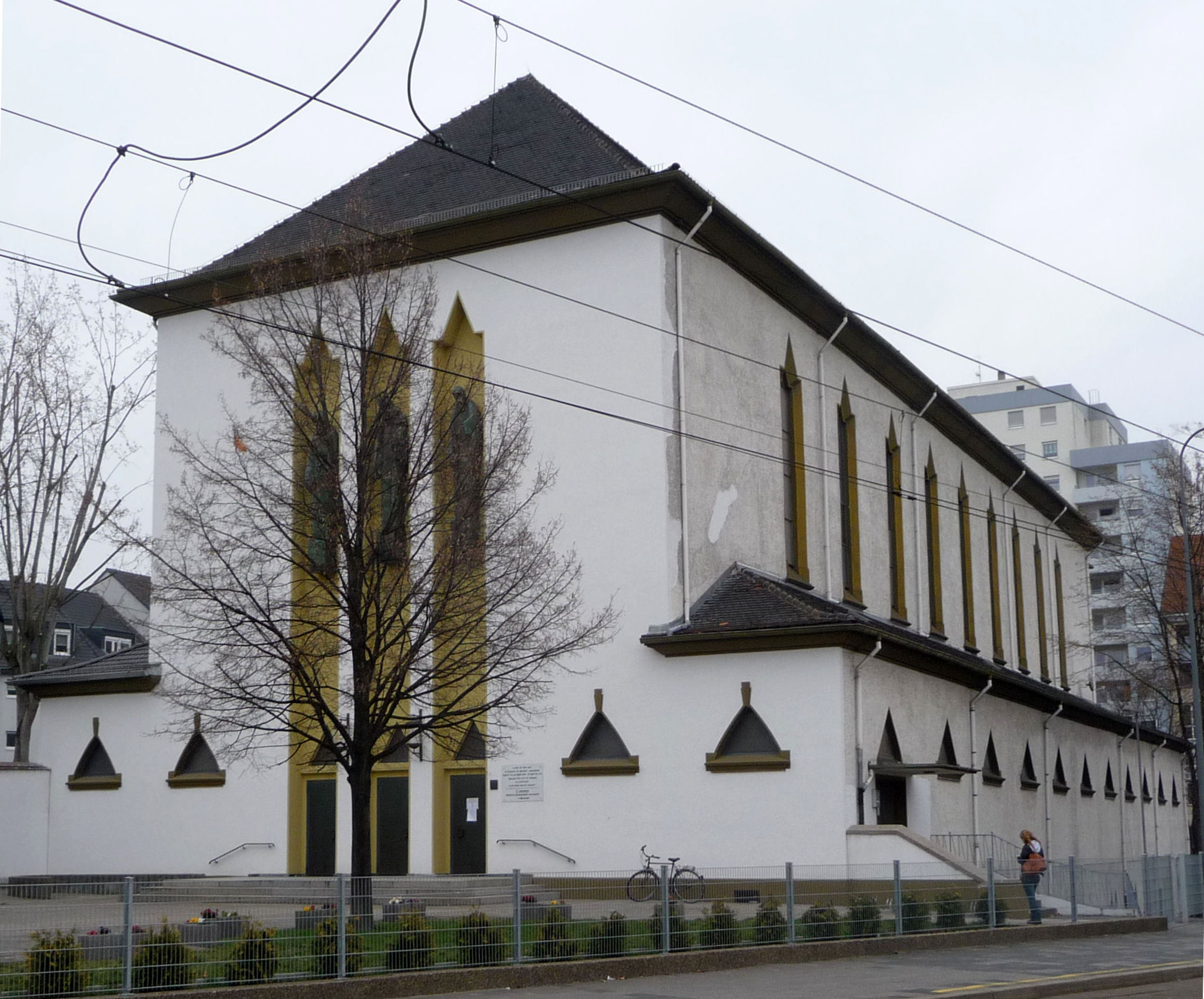
Pfarrkirche St. Mariae Immaculata in Ludwigshafen

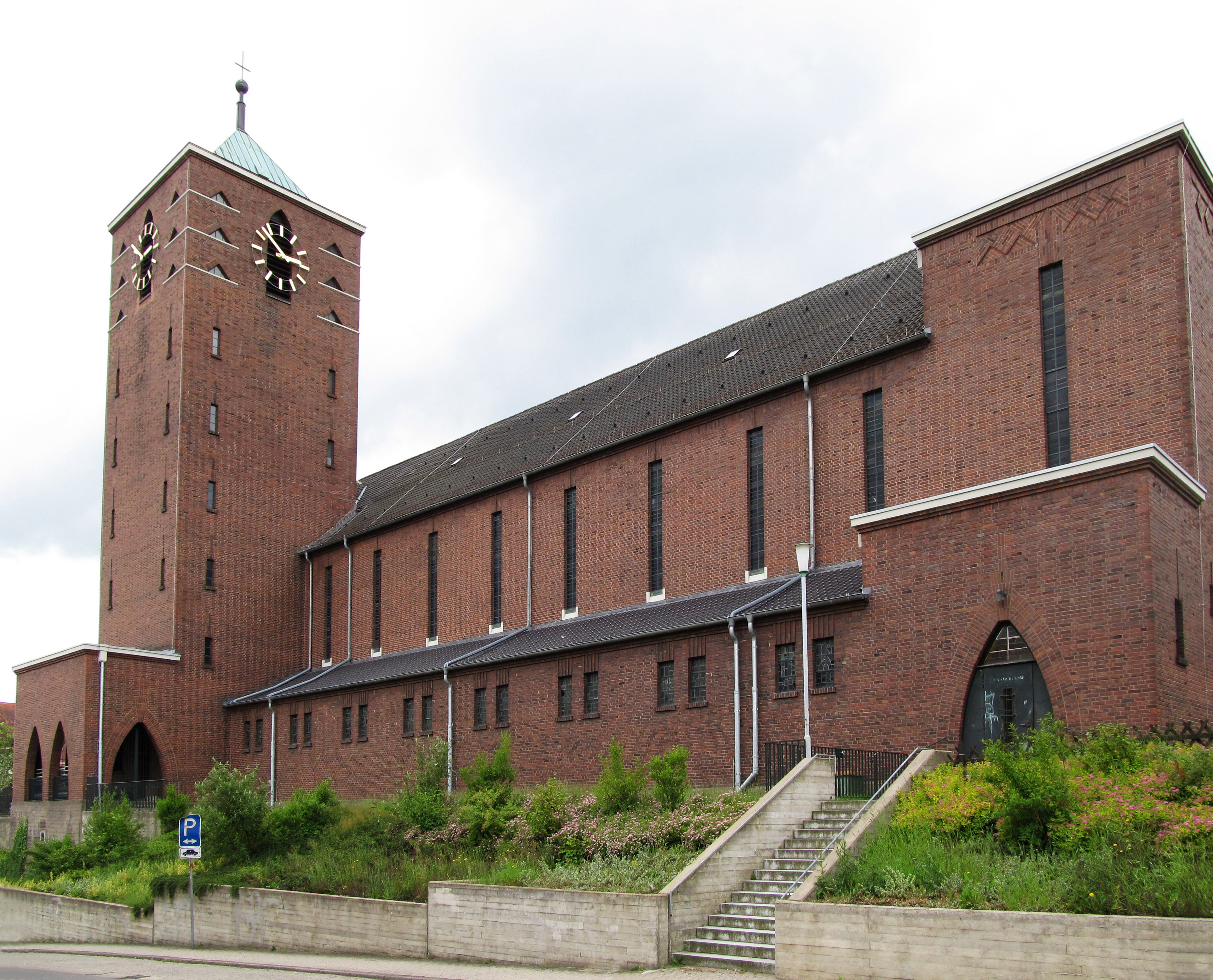
Pfarrkirche St. Hildegard in St. Ingbert

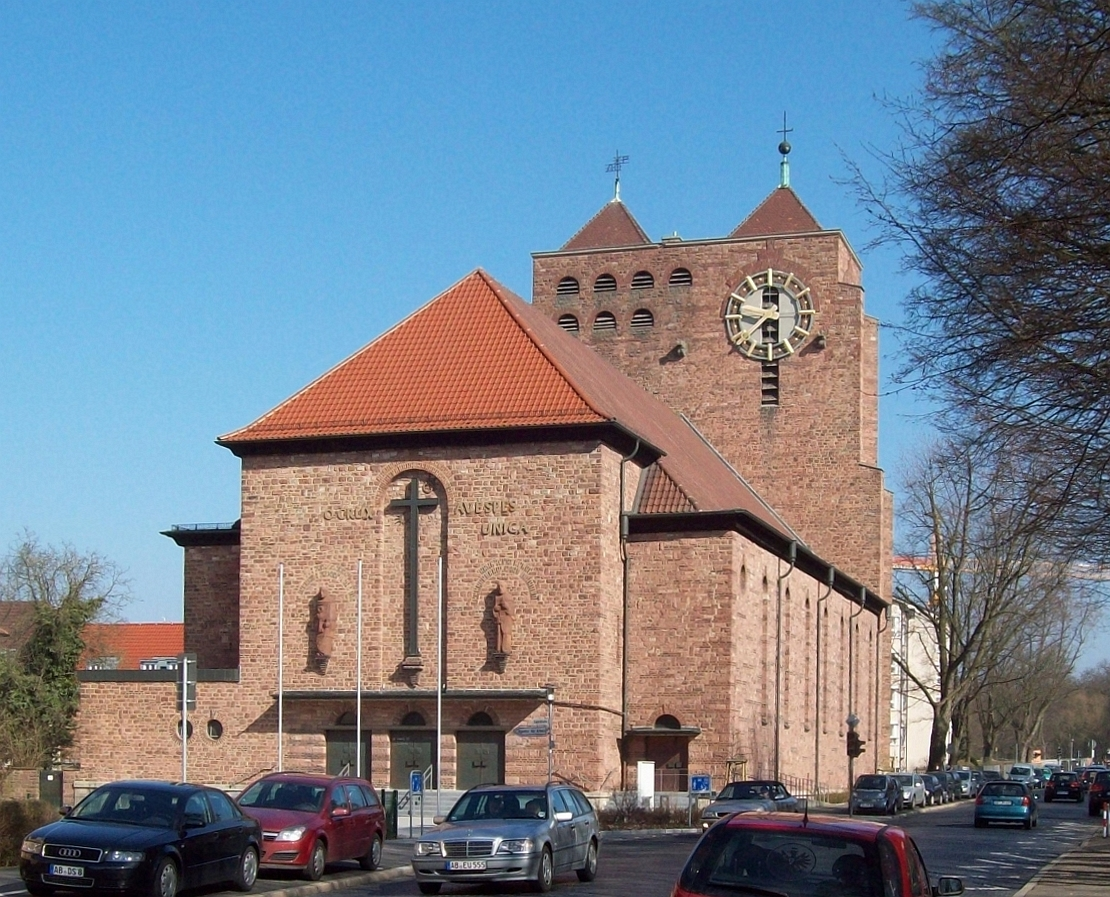
Herz-Jesu-Kirche in Aschaffenburg

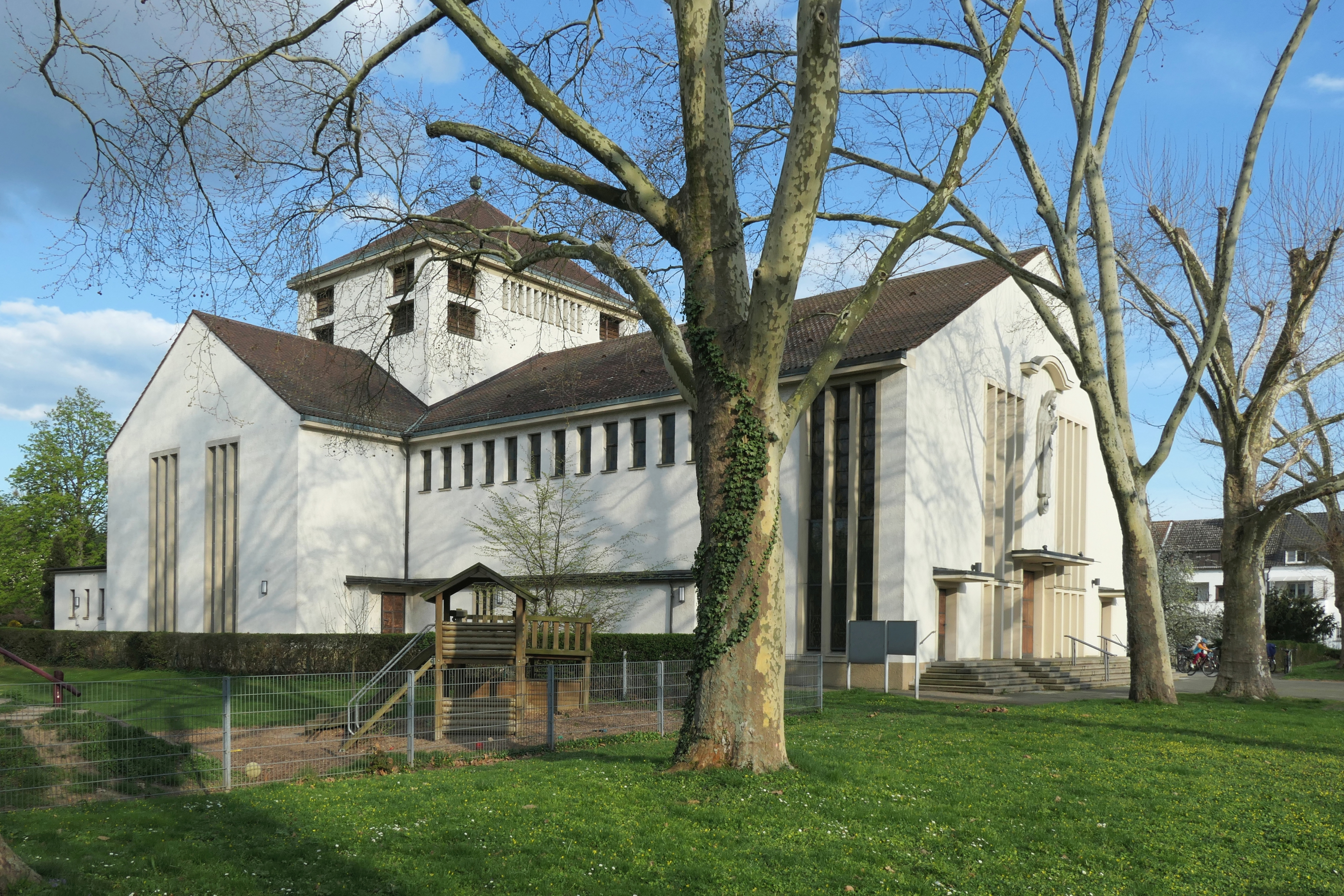
Maria-Hilf-Kirche in Mannheim-Almenhof

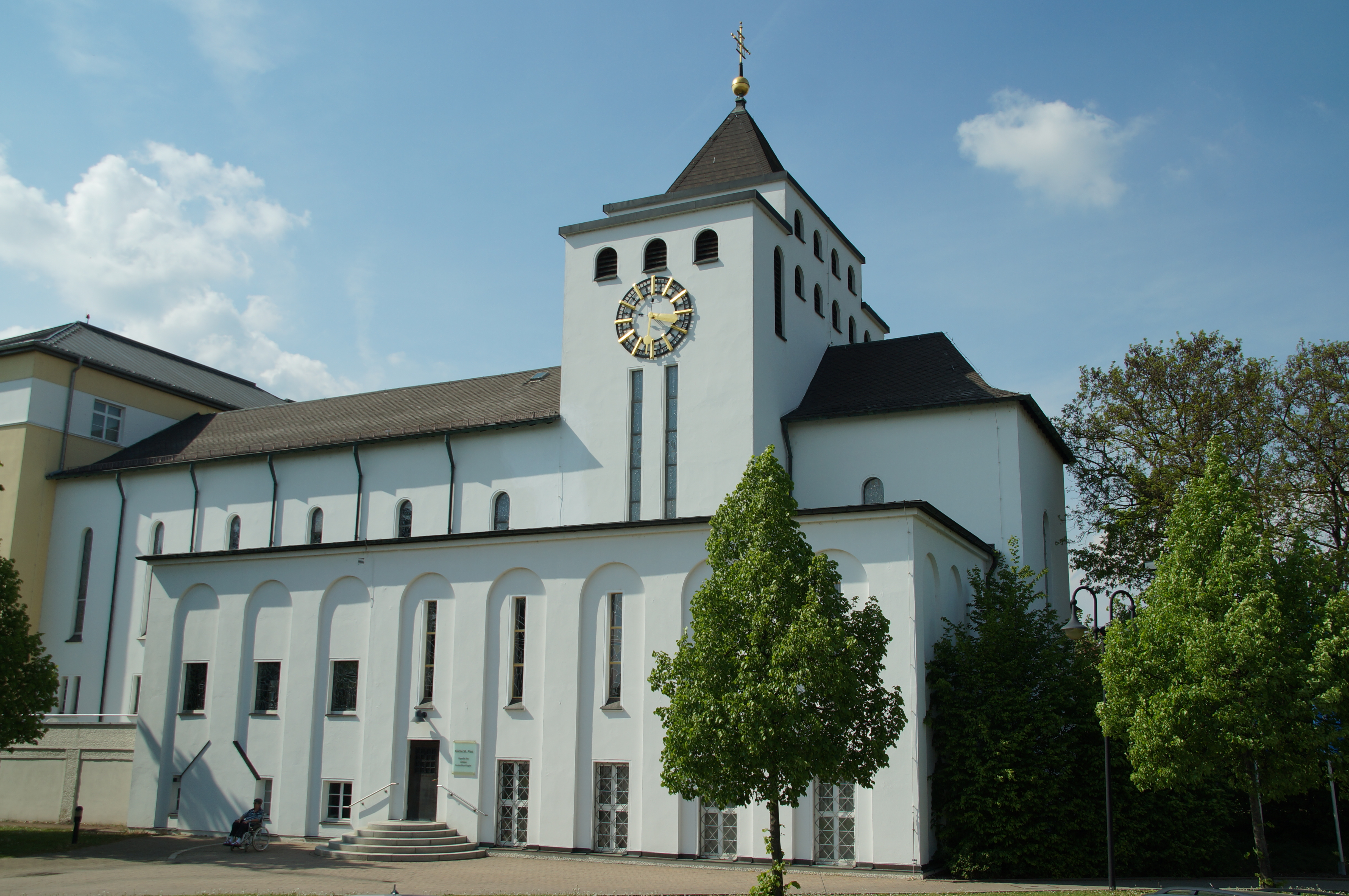
Kirche St. Pius V. in Regensburg

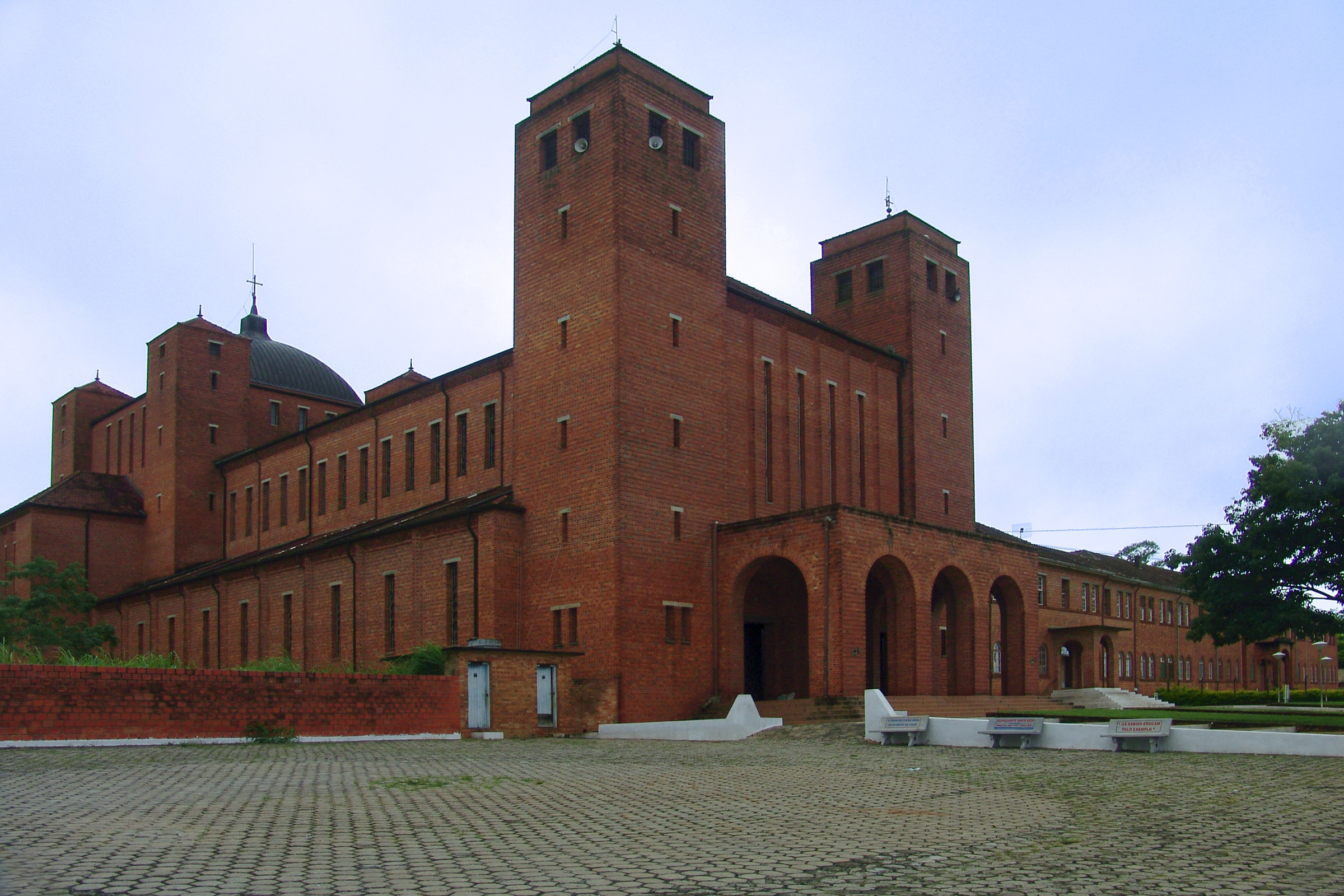
Abteikirche der Zisterzienserabtei Itaporanga, São Paulo (Brasilien)

- 1911–1912: Pfarrkirche St. Mariä Himmelfahrt in Ramsen (Pfalz)
- 1913: Pfarrkirche St. Josef in Ballweiler
- 1913: Pfarrkirche in (Alt-)Wackersdorf (Oberpfalz) (zerstört)
- 1925–1926: Pfarrkirche St. Mariae Himmelfahrt in Landau-Queichheim
- 1927: Pfarrkirche St. Laurentius in Schifferstadt
- 1926–1928: Pfarrkirche St. Mariae Immaculata in Ludwigshafen am Rhein (in Zusammenarbeit mit Karl Lochner)
- 1927: Seminar, Klerikat und Kirche St. Benedikt[4] in Würzburg (im Auftrag der Missionsbenediktiner der Abtei Münsterschwarzach)[5]
- 1927–1928: Herz-Jesu-Kirche und Pius-Seminar der Mariannhiller Missionare in Würzburg
- 1927–1929: Krankenhauskirche St. Pius V. in Regensburg
- 1928–1929: Pfarrkirche St. Hildegard in St. Ingbert
- 1929: Pfarrkirche Herz Jesu in Aschaffenburg
- 1929: Pfarrkirche St. Josef in Aschaffenburg
- 1929–1930: Kirche St. Bonifaz in Ludwigshafen
- 1930: Pfarrkirche St. Pirminius in Hornbach
- 1930: Pfarrkirche St. Michael in Bechhofen (Pfalz)
- 1931: Pfarrkirche der Unbefleckten Empfängnis Mariens in Weselberg (Pfalz)
- 1931: Pfarrkirche St. Maria Geburt in Altenhain (Taunus)
- 1931–1933: Christkönig-Kirche in Hauenstein (Pfalz)
- 1932: Pfarrkirche St. Mauritius in Ormesheim, Saarpfalz-Kreis
- 1933: Pfarrkirche St. Petrus in Zweibrücken-Ixheim
- 1934: Pfarrkirche St. Barbara in Bexbach-Oberbexbach
- 1935: Erweiterung der Seminarkirche St. Ludwig in Speyer (in Zusammenarbeit mit Ludwig Ihm)
- 1933–1936: Pfarrkirche St. Ludwig in Frankenthal (Pfalz)
- 1935–1938: Abteikirche Münsterschwarzach in Schwarzach am Main
- 1936–1937: Pfarrkirche zu Unserer Lieben Frau in Würzburg
- 1937–1939: Kath. Pfarrkirche St. Josef in Neidenfels
- 1949–1950: Wiederaufbau der Heilig-Kreuz-Kirche in Zweibrücken
- 1949–1952: St.-Marien-Kirche in Stambach
- 1950–1952: Pfarrkirche und ehemalige Wallfahrtskirche Herz Mariä in Elmstein
- 1951–1952: Pfarrkirche St. Bonifatius in Düren
- 1951–1953: Pfarrkirche St. Josef in Giebelstadt (Unterfranken) (in Zusammenarbeit mit Erwin van Aaken)
- 1953: Abteikirche Santa Cruz der Zisterzienserabtei Itaporanga bei São Paulo (Brasilien)[6]
- 1954: Maria-Hilf-Kirche in Mannheim
- 1955: Pfarrkirche St. Kilian in Unterschüpf (Baden)
- 1956–1957: Pfarrkirche St. Maria in Fulda (in Zusammenarbeit mit Erwin van Aaken)
- 1957: Herz-Jesu-Kirche in (Weinheim-)Oberflockenbach
- 1958: Herz-Jesu-Kirche in Baden-Baden-Varnhalt[7]